# Pseudoredtenbacheria succincta
Pseudoredtenbacheria succincta är en tvåvingeart som först beskrevs av Wulp 1890.  Pseudoredtenbacheria succincta ingår i släktet Pseudoredtenbacheria och familjen parasitflugor. Inga underarter finns listade i Catalogue of Life.